# Menas (Konstantinopel)

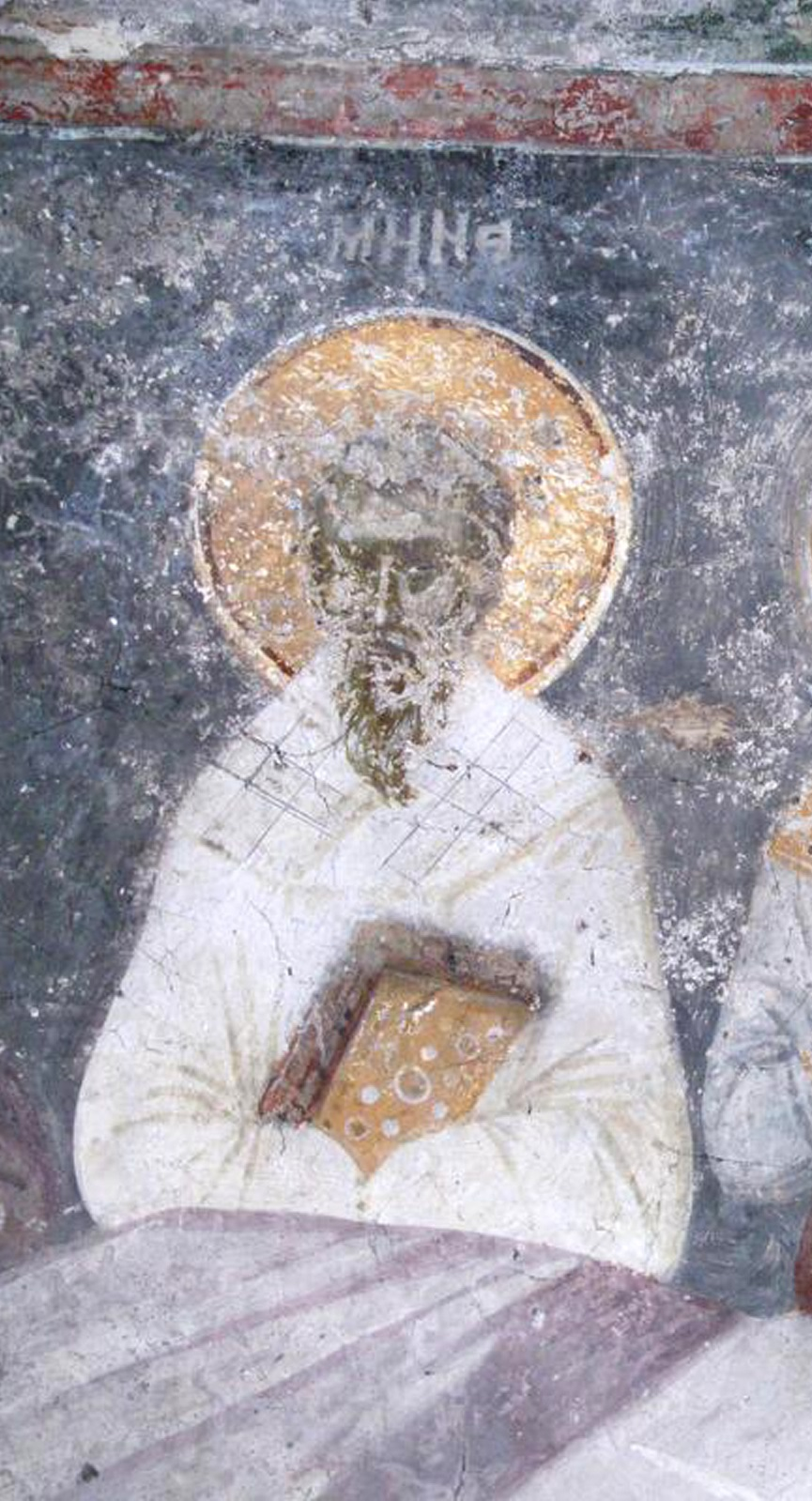
Patriarch Menas, Kloster Gračanica, Kosovo

Menas (griechisch Πατριάρχης Μηνάς, transkribiert auch Minas oder Mennas; † 552) war Patriarch von Konstantinopel (536–552). Er wird in der orthodoxen und in der katholischen Kirche als Heiliger verehrt. Gedenktag ist der 25. August.

## Leben
Der aus Alexandria stammende Menas war Presbyter und Vorsteher des St. Samson-Hospitals in Konstantinopel.
Im Mai 536 wurde er zum Patriarchen von Konstantinopel ernannt. Papst Agapitus I. hatte bei Kaiser Justinian eine Absetzung des Vorgängers Anthimos I. wegen dessen monophysitischer Positionen erreicht. Auf einem Konzil, dessen Vorsitz erst Papst Agapitus, später Menas hatte, wurde Anthimos verurteilt und exkommuniziert.
Als 543 die Lehre des Origenes durch ein Edikt des Justinian verurteilt wurde, unterstützte Menas dieses.
Papst Vigilius exkommunizierte Menas 547 mit anderen Patriarchen wegen seiner Unterstützung der Position Kaiser Justinians im Drei-Kapitel-Streit. Die Exkommunikation wurde wenige Monate später wieder aufgehoben, 551 jedoch erneut ausgesprochen.
Menas starb 552.